# Carga cognitiva
En psicología cognitiva, la carga cognitiva es el esfuerzo que se realiza en la memoria de trabajo. 
El principio fundamental de la teoría de la carga cognitiva es que la calidad del diseño instruccional aumentará si se presta mayor consideración al papel y las limitaciones de la memoria de trabajo. Con el aumento de las distracciones, en particular el uso del teléfono celular, los estudiantes son más propensos a experimentar una alta carga cognitiva que puede reducir el éxito académico.

## Teoría
A finales de la década de 1980, John Sweller desarrolló la teoría de la carga cognitiva a partir de un estudio de resolución de problemas, con el fin de "ofrecer pautas destinadas a ayudar en la presentación de información de una manera que fomente actividades de aprendizaje que optimicen el rendimiento intelectual".  La teoría de Sweller emplea aspectos de la teoría del procesamiento de la información para enfatizar las limitaciones inherentes de la carga de la memoria de trabajo concurrente en el aprendizaje durante la instrucción. Hace uso del esquema como unidad principal de análisis para el diseño de materiales instruccionales .

### Historia
La historia de la teoría de la carga cognitiva se remonta a los inicios de la ciencia cognitiva en la década de 1950 y al trabajo de GA Miller . En su artículo clásico,  Miller fue quizás el primero en sugerir que nuestra capacidad de memoria de trabajo tiene límites inherentes. Sus resultados experimentales sugirieron que los humanos generalmente son capaces de retener sólo siete más o menos dos unidades de información en la memoria de corto plazo.
En 1973, Simon y Chase fueron los primeros en utilizar el término "fragmento" para describir cómo las personas podrían organizar la información en la memoria a corto plazo. Esta fragmentación de componentes de memoria también se ha descrito como construcción de esquemas .
A finales de la década de 1980, John Sweller desarrolló la teoría de la carga cognitiva (CLT) mientras estudiaba la resolución de problemas. Al estudiar a los estudiantes mientras resolvían problemas, él y sus colaboradores descubrieron que los estudiantes a menudo utilizan una estrategia de resolución de problemas llamada análisis de medios y fines. Sugiere que la resolución de problemas mediante el análisis de medios y fines requiere una cantidad relativamente grande de capacidad de procesamiento cognitivo, que puede no dedicarse a la construcción de esquemas. Sweller sugirió que los diseñadores instruccionales deberían evitar esta carga cognitiva innecesaria diseñando materiales instruccionales que no involucren la resolución de problemas. Los ejemplos de materiales de instrucción alternativos incluyen lo que se conoce como ejemplos resueltos y problemas sin objetivos.
La teoría de la carga cognitiva se desarrolló a finales de la década de 1980 a partir de un estudio sobre resolución de problemas realizado por John Sweller. Sweller argumentó que el diseño instruccional se puede utilizar para reducir la carga cognitiva en los estudiantes. Mucho más tarde, otros investigadores desarrollaron una forma de medir el esfuerzo mental percibido que es indicativo de la carga cognitiva. La respuesta pupilar invocada por la tarea es una medición fiable y sensible de la carga cognitiva que está directamente relacionada con la memoria de trabajo. La información sólo puede almacenarse en la memoria a largo plazo después de haber sido atendida y procesada por la memoria de trabajo. Sin embargo, la memoria de trabajo es extremadamente limitada tanto en capacidad como en duración. Estas limitaciones, en determinadas circunstancias, impedirán el aprendizaje. Una carga cognitiva elevada puede tener efectos negativos en la finalización de tareas, y la experiencia de la carga cognitiva no es la misma en todos. Las personas mayores, los estudiantes y los niños experimentan cantidades diferentes y, a menudo, más elevadas de carga cognitiva.
En la década de 1990, la teoría de la carga cognitiva se aplicó en varios contextos. Los resultados empíricos de estos estudios llevaron a la demostración de varios efectos de aprendizaje: el efecto del problema de finalización; el efecto de la modalidad; el efecto de la atención dividida;  el efecto del ejemplo trabajado;  y el efecto de inversión de la experiencia.

## Tipos de carga cognitiva
Según el trabajo realizado en el campo del diseño instruccional y la pedagogía, en términos generales, hay tres tipos de carga cognitiva: la carga cognitiva intrínseca es el esfuerzo asociado con un tema específico; la carga cognitiva extraña se refiere a la forma en que la información o las tareas se presentan a un estudiante; y la carga cognitiva pertinente se refiere al trabajo realizado para crear un depósito permanente de conocimiento (un esquema). Sin embargo, a lo largo de los años se ha investigado y cuestionado la aditividad de estos tipos de carga cognitiva. Ahora se cree que se influyen circularmente entre sí.
La teoría de la carga cognitiva proporciona un marco general y tiene amplias implicaciones para el diseño instruccional, al permitir a los diseñadores instruccionales controlar las condiciones de aprendizaje dentro de un entorno o, más generalmente, dentro de la mayoría de los materiales instruccionales. En concreto, proporciona directrices basadas empíricamente que ayudan a los diseñadores instruccionales a reducir la carga cognitiva extraña durante el aprendizaje y así reenfocar la atención del alumno hacia materiales relevantes, aumentando así la carga cognitiva relevante (relacionada con el esquema). Esta teoría diferencia tres tipos de carga cognitiva: carga cognitiva intrínseca y carga cognitiva extraña.

### Carga intrínseca
La carga cognitiva intrínseca es el nivel inherente de dificultad asociado con un tema de instrucción específico. El término fue utilizado por primera vez a principios de la década de 1990 por Chandler y Sweller. Según ellos, todas las instrucciones tienen una dificultad inherente asociada a ellas (por ejemplo, el cálculo de 2 + 2, versus la resolución de una ecuación diferencial). Esta dificultad inherente no puede ser alterada por un instructor. Sin embargo, muchos esquemas pueden dividirse en "subesquemas" individuales y enseñarse de forma aislada, para luego volver a reunirlos y describirlos como un todo combinado.

### Carga alemana
La carga alemana se refiere a los recursos de memoria de trabajo que el alumno dedica a gestionar la carga cognitiva intrínseca asociada con la información esencial para el aprendizaje. A diferencia de la carga intrínseca, que está directamente relacionada con la complejidad del material, la carga germana no surge de la información presentada sino de las características del alumno. No representa una fuente independiente de carga de memoria de trabajo, sino que está influenciada por la relación entre la carga intrínseca y la extraña. Si la carga intrínseca es alta y la carga extraña es baja, la carga pertinente será alta, ya que el alumno puede dedicar más recursos a procesar el material esencial. Sin embargo, si la carga extraña aumenta, la carga pertinente disminuye y el aprendizaje se ve afectado porque el alumno debe utilizar los recursos de la memoria de trabajo para lidiar con elementos externos en lugar del contenido esencial. Esto supone un nivel constante de motivación, donde todos los recursos de memoria de trabajo disponibles se concentran en gestionar la carga cognitiva intrínseca y extraña. Interactividad de los elementos y carga cognitiva intrínseca, extraña y pertinente .

### Carga cognitiva extraña
La carga cognitiva extraña se genera por la forma en que se presenta la información a los estudiantes y está bajo el control de los diseñadores instruccionales. Esta carga se puede atribuir al diseño de los materiales de instrucción. Debido a que existe un único recurso cognitivo limitado que utiliza recursos para procesar la carga extraña, se reduce la cantidad de recursos disponibles para procesar la carga intrínseca y la carga pertinente (es decir, el aprendizaje). Por lo tanto, especialmente cuando la carga intrínseca y/o inherente es alta (es decir, cuando un problema es difícil), los materiales deben diseñarse de manera de reducir la carga extraña. 
Un ejemplo de carga cognitiva extraña ocurre cuando hay dos formas posibles de describir un cuadrado a un estudiante. Un cuadrado es una figura y debe describirse utilizando un medio figurativo. Ciertamente, un instructor puede describir un cuadrado en un medio verbal, pero solo lleva un segundo y mucho menos esfuerzo ver de qué está hablando el instructor cuando se le muestra un cuadrado a un alumno, en lugar de que se lo describa verbalmente. En este caso se prefiere la eficacia del medio visual. Esto se debe a que no carga indebidamente al alumno con información innecesaria. Esta carga cognitiva innecesaria se describe como extraña.[cita requerida]
Chandler y Sweller introdujeron el concepto de carga cognitiva extraña. Este artículo fue escrito para informar los resultados de seis experimentos que llevaron a cabo para investigar esta carga de memoria de trabajo. Muchos de estos experimentos utilizaron materiales que demostraban el efecto de atención dividida . Descubrieron que el formato de los materiales de instrucción promovía o limitaba el aprendizaje. Propusieron que las diferencias en el desempeño se debían a niveles más altos de carga cognitiva impuesta por el formato de instrucción. "Carga cognitiva extraña" es un término para esta carga cognitiva innecesaria (inducida artificialmente).[cita requerida]
La carga cognitiva extraña puede tener diferentes componentes, como la claridad de los textos o las demandas interactivas del software educativo.

## Medición
En 1993, Paas y Van Merriënboer desarrollaron un constructo conocido como eficiencia relativa de la condición, que ayuda a los investigadores a medir el esfuerzo mental percibido, un índice de carga cognitiva. Este constructo proporciona un medio relativamente simple de comparar las condiciones de instrucción, teniendo en cuenta tanto las calificaciones del esfuerzo mental como los puntajes de desempeño. La eficiencia relativa de la condición se calcula restando el esfuerzo mental estandarizado del rendimiento estandarizado y dividiéndolo por la raíz cuadrada de dos.
Paas y Van Merriënboer utilizaron la eficiencia relativa de la condición para comparar tres condiciones de instrucción (ejemplos resueltos, problemas de finalización y práctica de descubrimiento). Descubrieron que los estudiantes que estudiaban ejemplos resueltos eran los más eficientes, seguidos por aquellos que utilizaban la estrategia de completar problemas. Desde este estudio inicial, muchos otros investigadores han utilizado este y otros constructos para medir la carga cognitiva en relación con el aprendizaje y la instrucción.
El enfoque ergonómico busca una expresión neurofisiológica cuantitativa de la carga cognitiva que pueda medirse utilizando instrumentos comunes, por ejemplo utilizando el producto frecuencia cardíaca - presión arterial (RPP) como medida de la carga de trabajo ocupacional tanto cognitiva como física. Consideran que podría ser posible utilizar medidas RPP para establecer límites a las cargas de trabajo y para establecer asignaciones de trabajo.
Existe un interés activo en la investigación sobre el uso de las respuestas fisiológicas para estimar indirectamente la carga cognitiva, en particular mediante el monitoreo del diámetro de la pupila, la mirada, la frecuencia respiratoria, la frecuencia cardíaca u otros factores. Si bien algunos estudios han encontrado correlaciones entre factores fisiológicos y carga cognitiva, los hallazgos no se han mantenido fuera de entornos de laboratorio controlados. La respuesta pupilar invocada por la tarea es una de esas respuestas fisiológicas de la carga cognitiva sobre la memoria de trabajo; hay estudios que han demostrado que la dilatación de la pupila ocurre con una carga cognitiva alta.
Algunos investigadores han comparado diferentes medidas de carga cognitiva. Por ejemplo, Deleeuw y Mayer (2008) compararon tres medidas de carga cognitiva comúnmente utilizadas y descubrieron que respondían de maneras diferentes a la carga extraña, intrínseca y pertinente. Un estudio de 2020 mostró que puede haber varios componentes de demanda que juntos forman una carga cognitiva extraña, pero que puede ser necesario medir utilizando diferentes cuestionarios.

## Efectos de una carga cognitiva elevada
Una carga cognitiva pesada generalmente crea errores o algún tipo de interferencia en la tarea en cuestión. Una carga cognitiva elevada también puede incrementar los estereotipos. Esto se debe a que una carga cognitiva pesada empuja el exceso de información hacia el procesamiento subconsciente, que implica el uso de esquemas, los patrones de pensamiento y comportamiento que nos ayudan a organizar la información en categorías e identificar las relaciones entre ellas. Las asociaciones estereotipadas pueden activarse automáticamente mediante el uso de reconocimiento de patrones y esquemas, produciendo un efecto de estereotipo implícito. Los estereotipos son una extensión del error fundamental de atribución, cuya frecuencia también aumenta con una carga cognitiva más pesada.  Las nociones de carga cognitiva y excitación contribuyen a la explicación de la "hipótesis de sobrecarga" de la facilitación social: en presencia de una audiencia, los sujetos tienden a tener un peor desempeño en tareas subjetivamente complejas (mientras que tienden a sobresalir en tareas subjetivamente fáciles).

## Efectos de Internet
Internet ha transformado el modo en que las personas procesan, almacenan y recuperan información, sirviendo tanto como una ayuda cognitiva como una posible carga para la memoria de trabajo . Si bien las herramientas digitales pueden reducir la tensión cognitiva al descargar las demandas de memoria en sistemas externos,  también introducen desafíos como la sobrecarga de información, la fatiga de decisiones y la fragmentación de la atención . Estos efectos multifacéticos requieren una comprensión matizada del impacto de Internet en la carga cognitiva.
Un fenómeno destacado que ilustra este impacto es el Efecto Google, también conocido como amnesia digital. Este término describe la tendencia a olvidar información fácilmente disponible en línea, ya que las personas son menos propensas a recordar detalles a los que pueden acceder fácilmente a través de motores de búsqueda. Esta dependencia del almacenamiento digital externo se alinea con la teoría de la memoria transactiva, según la cual las personas distribuyen el conocimiento dentro de un grupo, centrándose en quién sabe qué en lugar de retener toda la información individualmente. Internet extiende este sistema, permitiendo el almacenamiento externo de grandes cantidades de datos y priorizando la recuperación por sobre la recuperación interna. Si bien esto puede liberar la memoria de trabajo para la resolución de problemas complejos, también puede disminuir la retención y la comprensión a largo plazo. Los estudios han demostrado que cuando las personas esperan que la información sea accesible en línea, es menos probable que la codifiquen en profundidad, priorizando el acceso sobre la comprensión.
Más allá de la descarga de memoria, las herramientas digitales mejoran la eficiencia cognitiva al simplificar tareas complejas. Las plataformas de aprendizaje en línea, por ejemplo, ofrecen elementos interactivos, retroalimentación en tiempo real y tecnologías adaptativas que estructuran la información de manera accesible, alineándose con el principio de reducir la carga cognitiva externa (elementos que consumen recursos mentales sin contribuir directamente al aprendizaje). Los entornos digitales bien diseñados pueden mejorar la adquisición de conocimientos al minimizar las demandas de procesamiento innecesarias, lo que permite a los estudiantes centrarse en conceptos esenciales. Características como funciones de autocompletar, calculadoras digitales y herramientas de revisión gramatical agilizan aún más las tareas, reduciendo el esfuerzo mental necesario para las operaciones rutinarias. Estas ventajas demuestran cómo, cuando se aprovecha eficazmente, Internet puede optimizar el procesamiento y la recuperación de información, mejorando así la eficiencia cognitiva.
Sin embargo, Internet también presenta desafíos cognitivos importantes. Un problema importante es la sobrecarga de información, donde la gran cantidad de contenido disponible supera la capacidad cognitiva, lo que genera fatiga de decisiones y reduce la eficiencia del aprendizaje. La necesidad de filtrar información extensa para evaluar la credibilidad y la relevancia agrega una carga cognitiva externa, lo que potencialmente disminuye el enfoque en los objetivos centrales de aprendizaje. Las investigaciones indican que el exceso de información puede perjudicar la toma de decisiones al aumentar el esfuerzo cognitivo, lo que resulta en una retención de conocimientos menos efectiva. Además, la prevalencia de textos con hipervínculos, anuncios y actualizaciones continuas contribuye a la atención fragmentada, lo que dificulta el aprendizaje profundo y sostenido.
Otra preocupación es el impacto de la multitarea de los medios sobre la función cognitiva. Muchas personas cambian frecuentemente entre múltiples flujos de trabajo en línea: revisan correos electrónicos, navegan en redes sociales e interactúan con varias fuentes de contenido digital simultáneamente. Si bien este comportamiento puede parecer productivo, los estudios sugieren que el uso intensivo de múltiples medios al mismo tiempo se asocia con una menor eficiencia de la memoria de trabajo, un menor control de la atención y una mayor distracción. La rápida alternancia entre tareas impide una concentración sostenida, dando lugar a un procesamiento superficial de la información en lugar de una comprensión profunda. Las investigaciones en neuroimagen han demostrado que quienes realizan múltiples tareas con frecuencia presentan una activación reducida en las regiones cerebrales asociadas con la atención sostenida y el control de los impulsos, lo que indica que los entornos digitales pueden fragmentar los recursos cognitivos.
Además, Internet puede alterar el modo en que las personas valoran e interactúan con el conocimiento. En entornos de aprendizaje tradicionales, el procesamiento cognitivo esforzado contribuye a una retención y comprensión más profundas. Sin embargo, el acceso instantáneo a la información en línea puede crear una ilusión de conocimiento, donde los individuos sobreestiman su comprensión simplemente porque pueden buscar respuestas rápidamente. Esta dependencia de los motores de búsqueda digitales puede generar una falsa sensación de experiencia, ya que los usuarios confunden el acceso a la información con su comprensión real. Este cambio en el procesamiento cognitivo plantea preguntas sobre cómo Internet puede reformular el compromiso intelectual, particularmente en entornos académicos y profesionales donde el aprendizaje profundo y el pensamiento crítico son esenciales.
Si bien la descarga cognitiva y las herramientas digitales ofrecen claras ventajas, las consecuencias a largo plazo de la dependencia de Internet siguen siendo un área activa de investigación. El desafío consiste en equilibrar el uso de ayudas digitales para mejorar la eficiencia cognitiva y garantizar que dicha dependencia no comprometa la retención de la memoria, el pensamiento crítico y el control de la atención . A medida que los entornos digitales continúan evolucionando, los investigadores enfatizan la necesidad de estrategias que optimicen la gestión de la carga cognitiva, como el diseño de interfaces educativas que promuevan el aprendizaje profundo y minimicen las distracciones. Se necesitan más investigaciones para determinar las mejores prácticas para integrar herramientas digitales en contextos de aprendizaje sin exacerbar los inconvenientes cognitivos asociados con la sobrecarga de información y la multitarea mediática.

## Estudios de subpoblaciones

### Diferencias individuales
A partir de 1984 se estableció, por ejemplo, que existían diferencias individuales en las capacidades de procesamiento entre novatos y expertos. Los expertos tienen más conocimientos o experiencia con respecto a una tarea específica, lo que reduce la carga cognitiva asociada a la tarea. Los novatos no tienen esta experiencia o conocimiento y por lo tanto tienen una carga cognitiva más pesada.

### Personas mayores
El peligro de una gran carga cognitiva se observa en la población de edad avanzada. El envejecimiento puede provocar una disminución de la eficiencia de la memoria de trabajo, lo que puede contribuir a una mayor carga cognitiva.  Una carga cognitiva elevada puede alterar el equilibrio en las personas mayores. La relación entre la carga cognitiva elevada y el control del centro de masa está fuertemente correlacionada en la población de edad avanzada. A medida que aumenta la carga cognitiva, aumenta el desplazamiento del centro de masas en los individuos mayores.  Un estudio de 2007 examinó la relación entre el balanceo corporal y la función cognitiva y su relación durante la realización de múltiples tareas, y descubrió que las alteraciones en el equilibrio conducían a una disminución del rendimiento en la tarea cognitiva.

### Estudiantes universitarios
A partir de 2014, la creciente carga cognitiva de los estudiantes que utilizan una computadora portátil en la escuela se ha convertido en una preocupación. Con el uso de Facebook y otras formas sociales de comunicación, agregar múltiples tareas pone en riesgo el desempeño de los estudiantes en el aula. Cuando hay muchos recursos cognitivos disponibles, la probabilidad de cambiar de una tarea a otra es alta y no conduce a un comportamiento de cambio óptimo. En un estudio de 2013, tanto los estudiantes que usaban mucho Facebook como los que se sentaban cerca de ellos tuvieron un bajo rendimiento y un promedio de calificaciones (GPA) más bajo.  

### Infancia
En 2004, los psicólogos británicos Alan Baddeley y Graham Hitch propusieron que los componentes de la memoria de trabajo ya están presentes a los 6 años de edad. Encontraron una clara diferencia entre el conocimiento de los adultos y el de los niños. Estas diferencias se debieron a aumentos en la eficiencia del procesamiento durante el desarrollo. Los niños carecen de conocimientos generales y esto es lo que crea una mayor carga cognitiva en los niños. Los niños de familias empobrecidas a menudo experimentan una carga cognitiva incluso mayor en entornos de aprendizaje que los de familias de clase media. Estos niños no escuchan, hablan ni aprenden sobre conceptos escolares porque sus padres a menudo no tienen educación formal.[cita requerida] Cuando se trata de aprender, su falta de experiencia con números, palabras y conceptos aumenta su carga cognitiva.
A medida que los niños crecen, desarrollan procesos y capacidades básicas superiores. También desarrollan la metacognición, que les ayuda a comprender sus propias actividades cognitivas. Por último, adquieren un mayor conocimiento del contenido a través de sus experiencias  Estos elementos ayudan a reducir la carga cognitiva en los niños a medida que se desarrollan.
La gesticulación es una técnica que utilizan los niños para reducir la carga cognitiva mientras hablan. Al hacer gestos, pueden liberar la memoria de trabajo para otras tareas. Señalar permite que el niño utilice el objeto que está señalando como la mejor representación del mismo, lo que significa que no tiene que mantener esta representación en su memoria de trabajo, reduciendo así su carga cognitiva. Además, hacer un gesto hacia un objeto que está ausente reduce la dificultad de tener que imaginarlo en la mente.

### Pobreza
A partir de 2013 se ha teorizado que un entorno empobrecido puede contribuir a la carga cognitiva. Independientemente de la tarea en cuestión o de los procesos utilizados para resolverla, las personas que experimentan pobreza también experimentan una mayor carga cognitiva. Una serie de factores contribuyen a la carga cognitiva en las personas de nivel socioeconómico más bajo que no están presentes en las personas de clase media y alta.

## Ejercicio e interactividad
La actividad corporal puede ser tanto ventajosa como perjudicial para el aprendizaje dependiendo de cómo se implemente dicha actividad.  Los teóricos de la carga cognitiva han pedido actualizaciones que hagan que la CLT sea más compatible con los conocimientos derivados de la investigación sobre la cognición corporal. Como resultado, se ha sugerido la teoría de la carga cognitiva incorporada como un medio para predecir la utilidad de las funciones interactivas en los entornos de aprendizaje. En este marco, los beneficios de una característica interactiva (como un procesamiento cognitivo más fácil) deben superar sus costos cognitivos (como la coordinación motora) para que un modo de interacción incorporado aumente los resultados del aprendizaje.

## Aplicación en conducción y pilotaje
Con el aumento de las tareas secundarias dentro de la cabina, la estimación de la carga cognitiva se convirtió en un problema importante tanto para los conductores como para los pilotos de automóviles. El problema de investigación se investiga con varios nombres, como detección de somnolencia, detección de distracciones, etc. Para los conductores de automóviles, los investigadores exploraron varios parámetros fisiológicos  como la frecuencia cardíaca, la expresión facial, los parámetros oculares, etc. En aviación existen numerosos estudios de simulación que analizan la distracción y la atención de los pilotos utilizando diversos parámetros fisiológicos. Para los pilotos de aviones militares rápidos, los investigadores exploraron ataques en picado aire-tierra y registraron parámetros cardíacos, EEG y oculares.